# 牧者大道車站
牧者大道車站（英語：Shepherd Avenue station）是紐約地鐵IND福爾頓街線的一個慢車地鐵站，位於布魯克林牧者大道及皮特金大道交界，設有C線（任何時候停站（深夜除外））與A線（僅深夜停站）列車服務。

## 車站結構
| Ground | 街道     | 出入口                                                                         |
| 夾層   | 夾層     | 閘機、車站詢問處、Metrocard自動售票機                                          |
| 月台層 | 側式月台 | 側式月台                                                                       |
| 月台層 | 西行慢車 | ← 往168街 (凡希克凌大道) ← 深夜時往英伍德-207街 (凡希克凌大道)                 |
| 月台層 | 西行快車 | ← 不停靠                                                                       |
| 月台層 | 東行快車 | → 不停靠 →                                                                     |
| 月台層 | 東行慢車 | → 往尤克利德大道 (尤克利德大道) → → 深夜時往遠洛克威-莫特大道 (尤克利德大道) → |
| 月台層 | 側式月台 |                                                                                |

此地下車站設有兩個側式月台和四條軌道。兩條中央軌道沒有設置月台。站內沒有任何廣告。

## 外部連結
- nycsubway.org—IND Fulton: Shepherd Avenue
- Station Reporter — C Train
- The Subway Nut — Shepherd Avenue Pictures （页面存档备份，存于）
- Shepherd Avenue entrance from Google Maps Street View
- Platforms from Google Maps Street View